# Fototrappolaggio

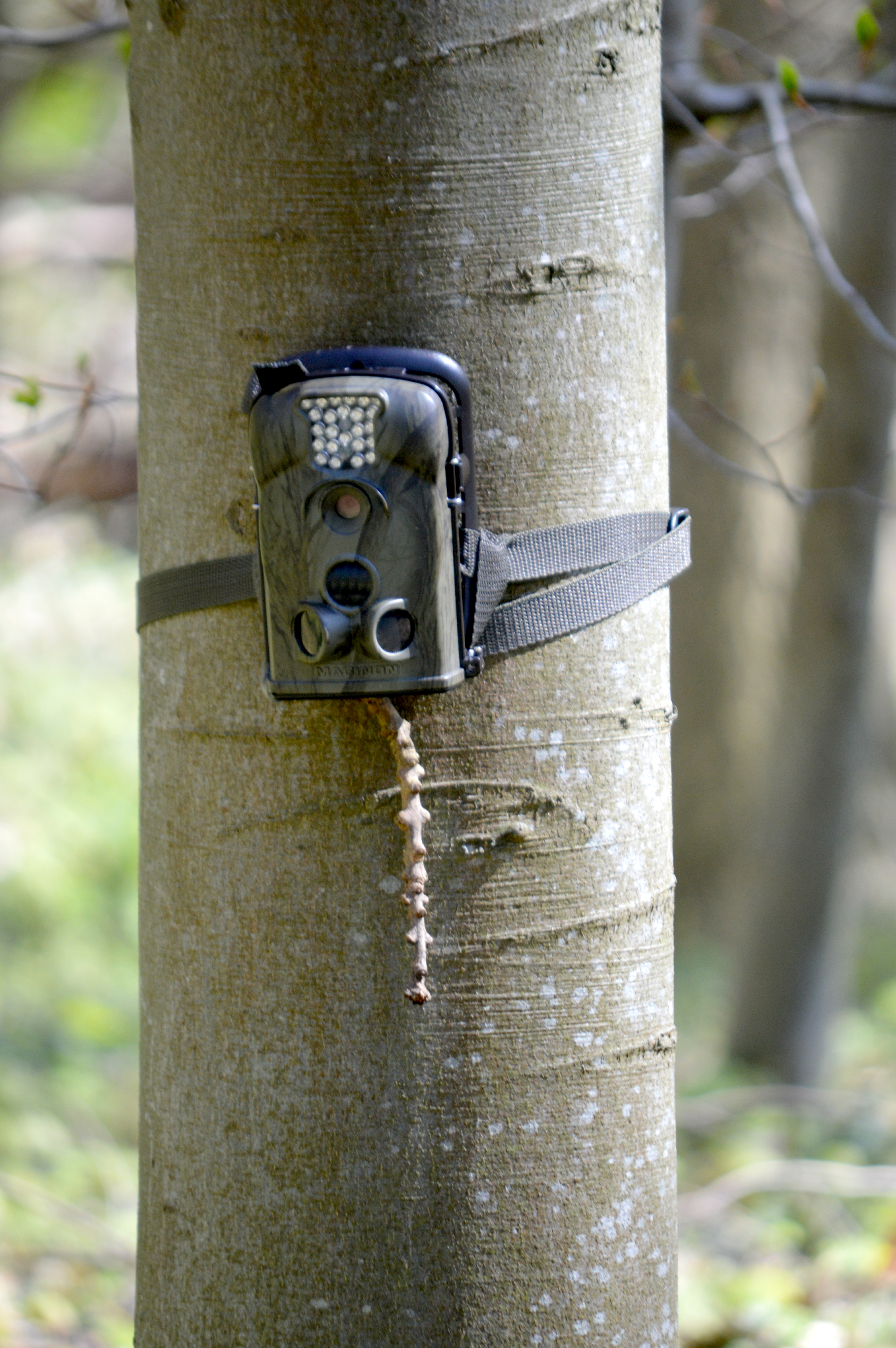
Una comune fototrappola.

Il fototrappolaggio è una tecnica video-fotografica utilizzata per documentare animali molto elusivi o per altri studi di tipo faunistico; Tale tecnica permette di fare studi di diverso tipo, dalla semplice verifica della presenza di una specie alle stime di densità, dal riconoscimento individuale utile per la tecnica della cattura, marcatura e ricattura allo studio del comportamento. Il foto-video trappolaggio si sta sviluppando in Italia a grande velocità e sono ormai moltissime le aree protette che lo utilizzano per la gestione della fauna selvatica.
Le fototrappole vengono da alcuni anni utilizzate anche per la sorveglianza del territorio da parte delle Forze dell'Ordine, al fine di prevenire reati di bracconaggio o contro l'ambiente in genere.

## Tecnica

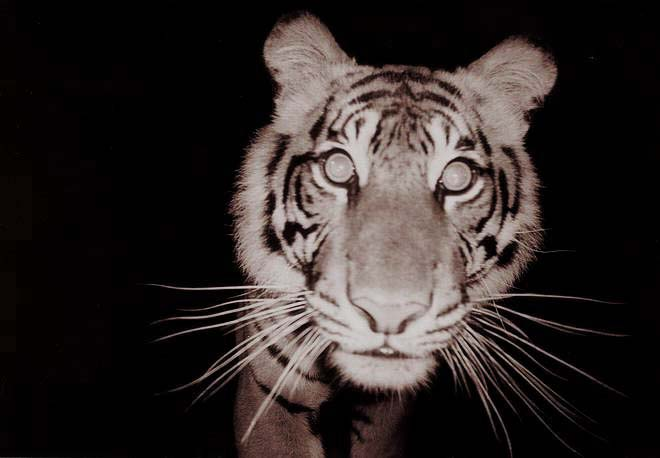
Una Tigre di Sumatra immortalata grazie ad una fototrappola.

Il fototrappolaggio consiste nel posizionamento di una stazione fotografica (fototrappola) collegata ad un sensore: il soggetto entrando nel raggio di azione del sensore attiva lo scatto. Inizialmente si utilizzavano comuni macchine fotografiche collegate ad un sistema di flash e sensori, oggi esistono invece in commercio fototrappole molto sofisticate e di dimensioni estremamente compatte, che racchiudono al loro interno un sensore di movimento passivo che rileva il passaggio di un animale o persona davanti all'obbiettivo; ciò provoca lo scatto della foto o l'inizio di un filmato. Tali dispositivi sono completamente programmabili dall'utente e possiedono anche un illuminatore dotato di led all'infrarosso che si attivano durante lo scatto, in grado di rendere osservabile la scena anche nel buio più assoluto (fornendo immagini in bianco e nero). Le fototrappole al buio possono essere o completamente invisibili all'occhio umano ed animale (se utilizzano led a 940 nanometri) o visibili (quelle che funzionano con led a 850 nanometri e che illuminano maggiormente il punto di ripresa); in alternativa possono essere dotate di un fascio luminoso che permette di riprendere la scena notturna a colori.
Le fototrappole vengono in genere fissate ad un albero mediante cinghie o altri supporti, e grazie alla loro autonomia che in condizioni di stand-by può essere di parecchie settimane o mesi (utilizzando comuni batterie), sono in grado di monitorare le abitudini della fauna selvatica presente nell'ambiente in cui l'apparecchio è installato. Alcune fototrappole sono dotate anche di un'interfaccia GSM in grado di inviare all'utente le immagini riprese tramite la normale rete di telefonia mobile a un determinato numero di telefono o via e-mail.

## Alcuni consigli per un fototrappolaggio consapevole
– rispettare l’ambiente naturale ed evitare di manomettere la vegetazione durante il montaggio della fototrappola;
– evitare visite troppo frequenti alla fototrappola;
– non usare cibo o altri attrattivi per avvicinare le specie selvatiche;
– durante le fasi di montaggio/smontaggio evitare rumori molesti;
– la fototrappola non va posizionata presso nidi attivi, tane e luoghi di letargo (salvo specifiche attività di ricerca);
– evitare di posizionare la fototrappola presso pozze di abbeverata durante un periodo di particolare siccità;
– verificare se il luogo dove si intende posizionare la fototrappola è in proprietà privata, pubblica o in un’Area protetta e comportarsi di conseguenza;
– non limitarsi a riprendere immagini naturalistiche, segnalare alle autorità le eventuali attività illecite documentate e contribuire in prima persona a proteggere la fauna che si vuole riprendere.